# Darko Milinović
Darko Milinović (Gospić, 25. travnja 1963.) hrvatski je političar i liječnik, specijalist ginekologije. Trenutno obnaša dužnost gradonačelnika Gospića, od 2024. godine. 
Obnašao je dužnosti župana Ličko-senjske županije od 2017. do 2021. godine, te ministra zdravstva i socijalne skrbi u desetoj i jedanaestoj Vladi Republike Hrvatske. Potpredsjednik je jedanaeste Vlade Republike Hrvatske. Saborski zastupnik je u razdobljima od 2003. do 2008., te od 2011. do 2017. godine. Dragovoljac je Domovinskog rata. 

## Rani život i školovanje
Rođen u Gospiću 25. travnja 1963. godine, gdje je pohađao osnovnu školu i gimnaziju. Djed mu je bio član domobrana, dok mu je otac radio u gospićkoj bolnici kao rendgenski tehničar, te je također bio i čelnik sindikata. Godine 1987. završava Medicinski fakultet u Zagrebu. Bio je dragovoljac u Domovinskom ratu. Nakon rata, specijalizira se za ginekologiju te je od 1998. godine je ravnatelj bolnice u Gospiću, funkcija za koju biva izabran opet i 2002. godine pa sve do 2008. godine. Godine 2005. brani magistarski rad pod naslovom „Minimalno agresivna terapija cervikalnih intraepitelnih neoplazija u cilju očuvanja fertilne sposobnosti žena“, a 2007. godine dobiva diplomu Visoke poslovne škole Libertas.

## Politička karijera
Darko Milinović političku karijeru započinje 1988. godine kao predsjednik Saveza socijalističke omladine Gospića, dok se već 1989. godine učlanjuje u Hrvatsku demokratsku zajednicu. Godine 1990. tijekom služenja vojske u Jugoslavenskoj narodnoj armiji staje u obranu Ivici Račanu nakon 14. izvanrednog kongresa SKJ, te šalje javno pismo kritike komunistima Donjeg Lapca u kojem ih otvoreno proziva zbog kritiziranja Ivice Račana, ali i nekritiziranja politike Slobodana Miloševića. Nakon rata, 1998. godine postaje član poglavarstva Gospića, a 2000. godine i član Predsjedništva HDZ-a te predsjednik gospićkog HDZ-a. Ubrzo nakon toga 2002. godine postaje dožupan Ličko-senjske županije i predsjednik Županijskog odbora HDZ-a. 
U Hrvatski sabor izabran je 2003. godine te biva potpredsjednik Sabora, član Odbora za zdravstvo i socijalnu skrb. U idućem sazivu sabora, za vrijeme vlade Ive Sanadera postaje ministar zdravstva i socijalne skrbi koju nastavlja obnašati i nakon odlaska Ive Sanadera, za vrijeme vlade Jadranke Kosor.
Iako je HDZ doživio neuspjeh na izborima 2011. godine, Milinović ostaje zastupnik u Saboru. Godine 2012. kandidirao se za predsjednika HDZ-a, te se sučelio s kandidatom Tomislavom Karamarkom. Unatoč porazu u prvom krugu, daje podršku Karamarku u drugom krugu. Od 2013. godine je predsjednik HDZ-a Ličko-senjske županije iako nije u vodstvu stranke. U sabor biva izabran još dva puta, 2015. godine i 2016. godine, a tijekom trajanja mandata u 9. sazivu hrvatskog sabora biva član Odbora za zdravstvo i socijalnu politiku te potpredsjednik Odbora za unutarnju politiku i nacionalnu sigurnost.
Međutim od 2017. godine dolazi do sve većih neslaganja između Darka Milinovića i vodstva HDZ-a pod Andrejem Plenkovićem, koja su kuliminirala kada je Darko Milinović zajedno s oko 100 članova HDZ-a iz Gospića došao u prostorije Središnjice HDZ-a u Zagrebu, nakon treće odgode stranačkih izbora u Lici, gdje se trebao sučeliti s Marijanom Kustićem. Kao odgovor na ovaj prosvjed, visoki časni sud HDZ-a je 3. rujna 2018. jednoglasno odlučio o izbacivanju Darka Milinovića iz stranke. Nakon izbacivanja iz stranke, Darko Milinović ostao je župan Ličko-senjske županije do 2021. godine kada gubi izbore protiv HDZ-ovog zastupnika Ernesta Petrya.
Godine 2020. također osniva vlastitu stranku imena LiPO. Nakon prijevremene smjene gradonačelnika Gospića, Karla Starčevića, kandidirao se za gradonačelnika Gospića te je ušao u drugi krug izbora, gdje će se sučeliti s Josom Vrkljanom iz HDZ-a.

## Privatni život
Darko Milinović živi u Gospiću. U braku je sa suprugom Blaženkom s kojom ima troje djece.

## Publikacije
- Majerović M, Milinović D, Orešković S, Matošević P, Mirić M, Kekez T, Kinda E, Augustin G, Silovski H: Hyperthermic Intraperitoneal Chemotherapy (HIPEC) and Cytoreductive Surgery (CS) as Treatment of Peritoneal Carcinomatosis: Preliminary Results in Croatia“; Collegium Antropologicum, 2011.
- Segregur J, Buković D, Milinović D, Oresković S, Pavelić J, Zupić T, Persec J, Pavić M.: „Fetal Macrosomia in Pregnant Women With Gestational Diabetes“, Collegium Antropologicum, 2009.
- Milinovic D, Kalafatic D, Babic D, Oreskovic LB, Grsic HL, Oreskovic S.: „Minimally Invasive Therapy Of Cervical Intraepithelial Neoplasia For Fertility Preservation“; Pathol Oncol Res. 2009.
- Pesek K, Buković D, Pesek T, Oresković S, Milinović D, Rukavina M, Pavić M, Zlojtro M.: „Risk Factor Analysis And Diagnoses Of Coronary Heart Disease In Patients With Hypercholesterolemia From Croatian Zagorje County“; Collegium Antropologicum 2008.
- Liječenje difuzne tireoze radioaktivnim jodom
- Milinović D, Kalafatić D, Babić D, Beketić-Orešković L, Orešković S.: „Minimally Invasive Therapy Of Cervical Intraepithelial Neoplasia For Fertility Preservation“, CEOC (Central European Oncology Congres), Croatia, Opatija, June 2007.
- Magistarski rad, Medicinski fakultet Sveučilišta u Zagrebu „Minimalno agresivna terapija cervikalnih intraepitelnih neoplazija u cilju očuvanja fertilne sposobnosti žena“, Zagreb, 2005.

## Odlikovanja
- Medalja „Oluja“ za sudjelovanje u vojno-redarstvenoj akciji Oluja
- Spomenica Domovinske zahvalnosti
- Hrvatski olimpijski odbor - Športski savez Ličko-senjske županije - Nagrada za poticaj razvoja športa
- Grad Gospić - Plaketa za doprinos razvoju Grada Gospića

## Vanjske poveznice
|  | Zajednički poslužitelj ima još gradiva o temi Darko Milinović |

- Darko Milinović - službena stranica